# Mørkets vogtere
Mørkets vogtere (russisk: Ночной Дозор) er en russisk spillefilm fra 2004 af Timur Bekmambetov.

## Medvirkende
- Konstantin Khabenskij som Anton Gorodetskij
- Vladimir Mensjov som Geser
- Viktor Verzhbitskij som Zavulon
- Marija Porosjina som Svetlana
- Galina Tjunina som Olga